# Nephrodium vescoi
Nephrodium vescoi là một loài dương xỉ trong họ Dryopteridaceae. Loài này được Drake mô tả khoa học đầu tiên năm 1893.
Danh pháp khoa học của loài này chưa được làm sáng tỏ. 